# Nijama
A nijama (néha nijáma, szanszkrit: नियम, nijamá) betartandó előírásokat fogalmaz meg a helyes élettel kapcsolatban a hinduizmusban és a jógában. A jóga rendszerének második lépcsőfoka.

## Öt nijama
Patandzsali Jóga-szútráiban említett öt nijama:
```
"Nijama: tisztaságból, megelégedettségből, önmegtagadásból, önnevelésből és 
Isvara
 (Isten) iránti odaadásból áll."
[
2
]
```

- saucsa (शौच) : külső és belső tisztaság. E kettő közül a belső tisztaság – a szív és az elme tisztasága – a fontosabb.

```
"A tisztaság révén elfordul saját teste hívságaitól, és másokkal sem érintkezik (testileg). (Mellyel együtt-jár) a szattva-attribútum megtisztulása, az öröm, az egyhegyűség, az érzékek legyőzése, és alkalmassá válunk a lélek megtapasztalására."
```

- szantósa (संतोष) : elégedettség a külső körülményekkel

```
"A megelégedésbõl felülmúlhatatlan boldogság származik."
```

- tapasz (तपस्) : önmegtagadás, önmegtartóztatás, önfegyelmezettség. Az ego visszaszorítása és az önzetlen szolgálat a tapasz formái. Az alázat és a vágynélküliség az önfegyelem fő formái. A Gíta háromféle tapaszt említ: a test, a beszéd és a gondolatok leküzdése. Az önfegyelmezésnek a böjtöléshez hasonló módszerei szintén a tapasz fogalomkörébe tartoznak.

```
"A vezeklésből, a tisztátalanság elpusztításából a test és az érzékek tökéletesedése."
```

- szvádhjája (स्वाध्याय) : öntanulmányozás és önnevelés a szent iratok tanulmányozása által. A gondolatok, a beszéd és a tettek megvizsgálata. A bennünk rejlő lehetőségek kibontakoztatása a szent iratok bölcsessége által.

```
"Az imádság a megszólított istenséggel való találkozáshoz vezet."
```

- Iśvara-praṇidhāna: Isten iránti teljes odaadás. Tied vagyok és mindenem csak a Tiéd Uram, legyen meg a Te akaratod! – így hangzik az Isten iránti teljes önátadás.

```
"Istennek szentelődés pedig a 
szamádhi
 megvalósulásához."
```

## Tíz nijama
Más hagyományokban, szövegekben (az upanisadokban, a Tirumantiramban, a Hatha Yoga Pradipika-ban) említett tíz nijama:
1. tapasz (तपस्): önfegyelmezés, önmegtagadás. Háromféle tapasz van említve.
2. szantósa (संतोष): elégedettség a körülményekkel
3. ásztika (आस्तिक): hit az önvalóban (rádzsa jóga), Isten-hit (bhakti jóga), meggyőződés a Védák / Upanisádok igazságában (ortodox iskola)
4. dána (दान): nagylelkűség másokkal szemben. Ez általában adakozás vagy jótékonykodás keretében történik. Tágabb értelemben minden jó cselekedet jótékonyság. Vizet adni a szomjazónak jótékonyság. Egy bátorító szó az elkeseredett embernek jótékonyság. Orvosságot adni a szegény embernek jótékonyság. Kedvesnek és szeretetteljesnek lenni másokhoz, jótékonyság. Elfelejteni és megbocsájtani a minket ért sérelmet, jótékonyság. A jótékonyság és nagylelkűség nem korlátozódik a pénzben kifejezett adományra.[4]
5. Iśvara-praṇidhāna: Isten iránti odaadás és imádat. Isvara (Isten) iránti teljes odaadás eredményeként létrejön a szamádhi.[5]
6. Sziddhānta vakja śrāvaṇa: az ősi szentírások tanításainak hallgatása és követése
7. hri (ह्री hrī): lelkiismeretesség, szerénység, alázatosság
8. mati : elmélkedés, egy guru irányítása alatti fejlődés
9. dzsapa: mantra ismétlése
10. homa (होम): rituálék, szertartások

## Fordítás
- Ez a szócikk részben vagy egészben  a   Niyama című angol Wikipédia-szócikk fordításán alapul.  Az eredeti cikk szerkesztőit annak laptörténete sorolja fel. Ez a jelzés csupán a megfogalmazás eredetét és a szerzői jogokat jelzi, nem szolgál a cikkben szereplő információk forrásmegjelöléseként.